# Pelagische voshaai
De pelagische voshaai (Alopias pelagicus) is een haaiensoort uit de familie van de Alopiidae (voshaaien). Deze haai komt voor in een reusachtig groot zeegebied in zowel de Indische Oceaan als de Grote Oceaan (zie kaartje).

## Beschrijving
Net als de andere voshaaisoorten heeft deze haai een bovenste staartvin met een opvallend groot verlengstuk. De pelagische haai komt voor in de tropische en subtropische wateren en verblijft meestal ver uit de kust, maar komt soms ook in kustwateren voor. Deze haai wordt (zelfs door vaklui) vaak verward met de gewone voshaai (Alopias vulpinus). Het verschil zit hem in de donkere vlekken aan de basis van de borstvinnen op de plaats waar de gewone voshaai juist lichte vlekken heeft. Hij is de kleinste van de drie soorten voshaaien en is gemiddeld drie meter lang.

## Natuurbescherming
Alle vertegenwoordigers van het geslacht Alopias (voshaaien) zijn kwetsbaar geworden, de populatiegrootte neemt af. Deze dalende trend is een gevolg van een combinatie van factoren zoals de lage voortplantingssnelheid (2-4% per jaar) en daardoor het geringe herstelvermogen bij bevissing, ook bij betrekkelijk lage visserijdruk. Daarnaast lijdt de voshaaipopulatie door ongereguleerde bevissing op de open zee met drijfnetten en langelijnvisserij. Wereldwijd is deze soort waarschijnlijk snel achteruitgegaan, en daarom staat deze als kwetsbaar op de Rode Lijst van de IUCN.

## Voetnoten
1. 1 2  '"`UNIQ--templatestyles-00000000-QINU`"'(en) Pelagische voshaai op de IUCN Red List of Threatened Species.
2. ↑  Reardon, M., Márquez, F., Trejo, T. & Clarke, S.C. 2004. Alopias pelagicus. In: IUCN 2009. IUCN Red List of Threatened Species. Version 2009.2. <www.iucnredlist.org>. Downloaded on 04 March 2010.